# Madonna (singel Secret)
Madonna – singel południowokoreańskiej grupy Secret, wydany cyfrowo 12 sierpnia 2010 roku w Korei Południowej. Osiągnął 1 pozycję na liście Gaon Chart. Według danych Gaon utwór Madonna został pobrany 1 839 869 razy w Korei Południowej w roku 2010. Kompozytorzy Kang Ji-won i Kim Ki-bum, którzy napisali słowa do Madonny, podkreślili, że inspiracją piosenki jest życie z ufnością przez stanie się ikoną tego pokolenia, podobnie jak amerykańska piosenkarka Madonna.
Utwór został nagrany ponownie w języku japońskim i wydany jako singel 3 sierpnia 2011 roku w Japonii. Osiągnął 9 pozycję na liście Oricon i pozostał na liście przez 11 tygodni, sprzedał się w nakładzie 21 208 egzemplarzy.

## Lista utworów
Singel koreański
| Nr | Tytuł     | Słowa       | Muzyka                  | Czas |
| -- | --------- | ----------- | ----------------------- | ---- |
| 1. | "Madonna" | Kang Ji-won | Kang Ji-won, Kim Ki-bum | 3:41 |

Singel japoński
| CD                        |                                                |      |
| Nr                        | Tytuł                                          | Czas |
| 1.                        | "Madonna"                                      | 3:43 |
| 2.                        | "My Boy -New Arrange ver.-"                    | 3:42 |
| 3.                        | "Madonna" (Inst.)                              | 3:43 |
| 4.                        | "My Boy -New Arrange ver.-" (Inst.)            | 3:42 |
| 5.                        | "Madonna -Original Korean ver.-" [Bonus Track] | 3:41 |
| DVD (limitowana edycja A) |                                                |      |
| Nr                        | Tytuł                                          | Czas |
| 1.                        | "Madonna" (Music Video)                        | 3:41 |
| 2.                        | "Madonna" (Dance Version)                      | 3:40 |
| DVD (limitowana edycja B) |                                                |      |
| Nr                        | Tytuł                                          | Czas |
| 1.                        | "Madonna" (Music Video Off-shot)               | 3:41 |

## Twórcy i personel
Opracowano na podstawie wkładki muzycznej płyty CD:
- Kim Tae-sung – producent wykonawczy, współproducent
- Song Ji-eun – wokal
- Han Sun-hwa – wokal
- Jeon Hyo-sung – wokal
- Jung Ha-na – wokal, rap
- Kang Ji-won – współproducent, słowa utworów, aranżacja, kompozycja
- Kim Ki-bum – współproducent, słowa utworów, kompozycja

## Notowania
| Lista                      | Najwyższa pozycja |
| -------------------------- | ----------------- |
| Gaon Weekly Digital Chart  | 1                 |
| Gaon Monthly Digital Chart | 7                 |
| Gaon Streaming Chart       | 2                 |
| Gaon Weekly Download Chart | 1                 |
| Gaon Yearly Download Chart | 53                |
| Gaon BGM Chart             | 8                 |
| Gaon Mobile Ringtone Chart | 6                 |